# پلس
پلس (به آلمانی: Pleß) یک شهر در آلمان است که در اونترالگوی واقع شده‌است. پلس ۸۷۱ نفر جمعیت دارد.